# Timonius oxyphyllus
Timonius oxyphyllus là một loài thực vật có hoa trong họ Thiến thảo. Loài này được Gand. miêu tả khoa học đầu tiên năm 1918.